# 岩崎ゆみこ
岩崎 ゆみこ（いわさき ゆみこ、1996年2月8日 - ）は、埼玉県出身の女子競輪選手。日本競輪選手会茨城支部所属、ホームバンクは取手競輪場。日本競輪学校（当時。以下、競輪学校）第116期生。師匠は戸邉裕将（72期）。夫は同じく競輪選手の北野良栄（茨城支部所属）。

## 経歴
東京医療保健大学出身。小学校1年生からバスケットボールを始め、昌平高校から東京医療保健大学に進学し、大学時代には全日本大学バスケットボール選手権大会で優勝を果たした。高校・大学の同期には津村ゆり子がいる。大学3年時に取手競輪場で開催されたレースを観戦し、魅了され競輪選手を目指すことになったという。
2018年1月12日、競輪学校第116回適性試験に合格。在校競走成績は7位（14勝）。
2019年7月1日、宇都宮競輪場でデビューし6着、同年8月30日の函館競輪場で初勝利を挙げた。
2021年2月7日、佐世保FII（ミッドナイト）で初優勝を果たした。
2025年2月9日、北野良栄との結婚が茨城支部のSNSで発表された。